# 帰化植物

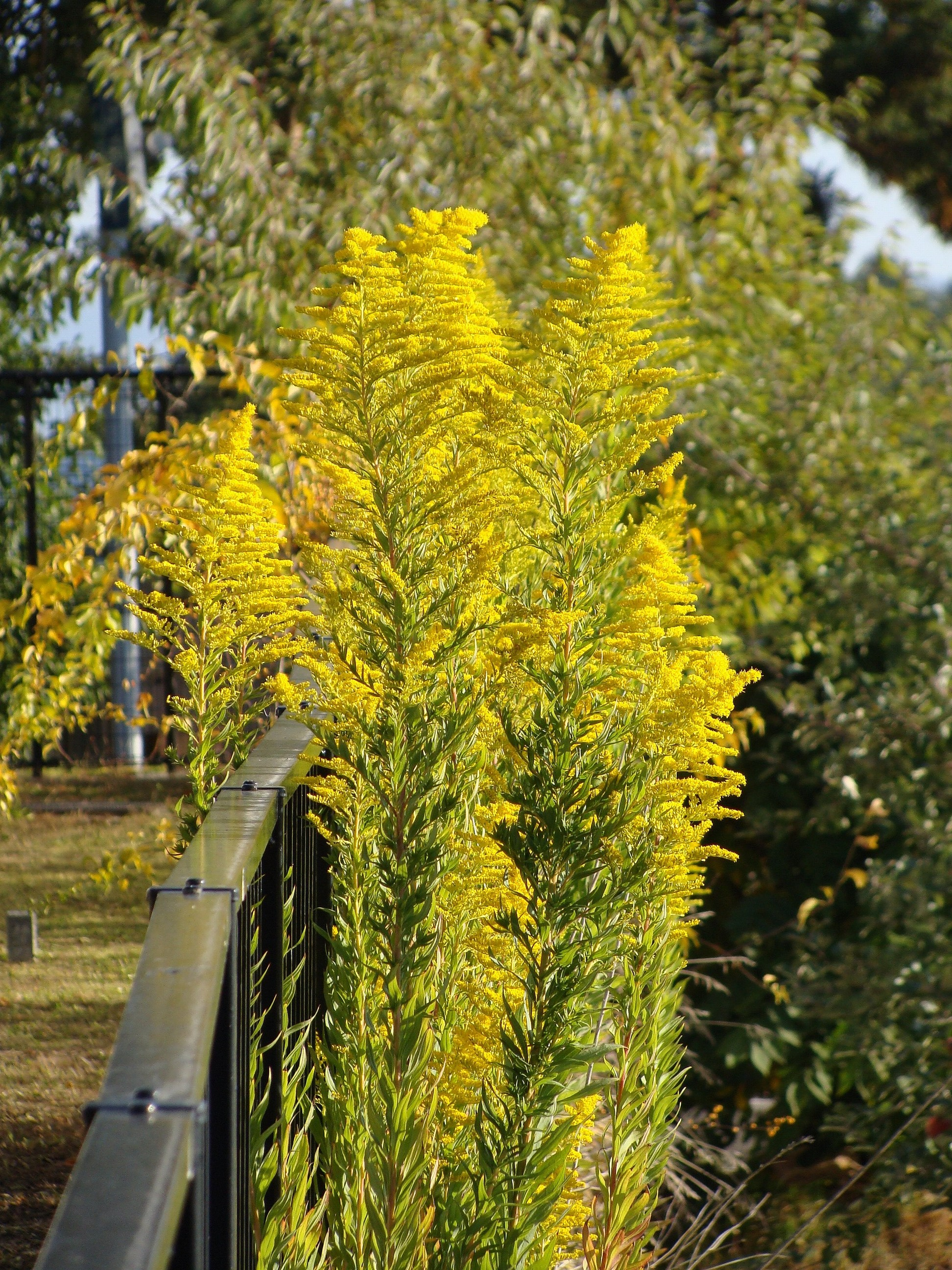
代表的な帰化植物、セイタカアワダチソウ

帰化植物（きかしょくぶつ）は、植物に属する外来種である。普通、維管束植物の範囲で考える。

## 概説
外来種が特定の生態系に統合され、そこで繁殖・生長できるようになり、自発的に拡散していく生態学的現象を帰化（Naturalisation）と呼ぶ。
帰化植物は、単に国外から入った植物の意味ではなく、人為的な手段で持ち込まれた植物のうちで、野外で勝手に生育するようになったもののことである。意図的に持ち込まれたものも、そうでない（非意図的な）ものも含まれる。
外来種にはさまざまなものがあるが、ヒトが移動の際に伴う生物の種数としては植物の方が多いようである。例えば作物と家畜の種数を比べればその差は大きく、意識的に運ぶものでは植物がはるかに多い。植物は景観を構成するので一般の注目を引きやすい面もある。そのため、帰化植物は広く人目につきやすい。
作物以外にも園芸や牧草、林業などの目的で植物は運ばれる。それに付随し、あるいは無関係に意図せぬ形で持ち込むものもある。いわゆる雑草にはその例が多い。用語としては栽培植物が野生化したものに対しては逸出帰化植物（いっしゅつきかしょくぶつ）という言葉もあるが、栽培逸出（さいばいいっしゅつ）と称して帰化植物と見なさない場合もあり、その場合には、より狭義の使い方として帰化植物は意図せずに持ち込まれて野生化したものだけを指す。しかし、この両者は区別し難い場合もあり、大抵はまとめて扱われる。
帰化植物は人間の活動とともに存在したと言ってもよいほど非常に古い歴史があり、世界的に分布する雑草はほとんどその可能性がある。近世以降、人間の移動が飛躍的に広く早くなるに伴って、生物移動もはるかに多くなった。
帰化という言葉から分かるように、この語は国外から入って自生的に生育するようになった植物を指す言葉である。しかし自然にとっては国境には大きな意味はない。日本は他国と領土が連結しておらず、その内部においては比較的まとまった生物相を持つため、その外から侵入したものを判別するのは簡単であり、その異質性も理解しやすい。しかし、国内においても本来異質な植物相を持つ地域の間で移動させた植物は帰化植物と言っていい状況が見られる。日本では小笠原諸島に持ち込まれた植物にそのような例が多い。
帰化植物と言えば普通は維管束植物の範囲で考えるが、海藻にも帰化種があり、イチイヅタのように問題となる例も出ている。

## 日本の場合
日本本土の植物（シダ類まで含む）が約4000種、そのうち帰化植物は1200種と言われている。
恐らく最も古いものはヒトの伝来にまで溯らねばならない可能性がある。少なくとも、農耕文化は多くが国外からもたらされたものであり、それらは同時に多くの帰化植物をもたらしたと考えられる。現在も農村や畑周辺に見られる雑草にはそのようなものが多いのではないかと前川文夫は考え、これを史前帰化植物と呼んだ。ただし、彼がその例として挙げたものの中には自生ではないかと言われているものもある。古代以降、江戸時代までは時代によって様々ではあるが国外との物流は持続し、帰化植物の種数は増えていったと考えられる。しかし、江戸末期からは物流は一気に激しくなり、帰化植物は急増する。そこでこの時期以降の帰化植物を新帰化植物、それ以前のものを旧帰化植物と呼ぶこともある。一般的に帰化植物と言えば主として新帰化植物を指し、帰化植物図鑑などもほとんどがその範囲である。

## 特徴
帰化植物のほとんどは草本である。それも一年草が多い。これは、後述するようにその生育環境が人里であることもその理由のひとつであるようだ。しかし、樹木に例がない訳ではない。日本ではいわゆる帰化植物ではモクマオウなど、日本国内移入種で九州から中部地方へのアオモジの例があるくらいであるが、いわゆる史前帰化植物ではクスノキやナギなどの例がある。海洋島では樹木の移入種の例も多い。これは一つの理由としては、原産の樹木が少ないため、木材生産用に持ち込まれる例が多いためである。日本国内ではあるが、琉球列島から小笠原諸島へアカギとリュウキュウマツが持ち込まれ、在来の植生を圧迫している。
分類上の位置は非常に広範囲にわたるが、群によって帰化種の多いものとそうでないものがある。キク科とイネ科の種が多いのが目立つ。これにマメ科を加えて「帰化植物の3大科」との声もある。これらはそれぞれに高等な分類群であることが知られている。しかし、同じように高等な群とされているラン科植物には帰化種がほとんどない。

## 侵入と定着
侵入の経路としては、植物の持ち込みを意図した場合とそうでない場合がある。全くそうでない例は、様々な機材に種子などが付着して持ち込まれる場合である。完全に意図して持ち込まれるのは栽培植物として持ち込んだものが野外に逃げ出す場合である。動物は、普通は逃げ出さない条件下で飼育されるが、植物はそのような配慮がなされないから、逃げ出すのは簡単である。おおよそは以下のようなものが挙げられる。
- 作物（ハマダイコン、クレソンなど）
- 薬用植物（チョウセンアサガオなど）
- 牧草（コヌカグサ、ナピアグラスなど）
- 園芸植物（ムラサキカタバミなど）
- 材木用の樹木（小笠原におけるリュウキュウマツなど）
- その他：緑化用（シナダレスズメガヤ、ギンゴウカンなど）

この両者の中間として次のような場合もある。
- 栽培を意図して持ち込んだ植物に紛れて入る場合

作物には、その畑に生育する雑草が付随する。これらを特に随伴植物という場合もある。そのような雑草は作物の種子に紛れて収穫され、次回も一緒に播種されるように適応したものがあり、当然のように作物の種に紛れて運ばれ、一緒に持ち込まれる。牧草や被覆植物などではそれほど混入を気にしない例もある。
- 植物質ではあるが栽培を意図しないものに紛れて入る場合

例えば培養土とともに入る例である。日本では検疫で土の持ち込みが禁止されているが、ミズゴケなどは認められているので、それと共に入ることもある。その他、乾燥した植物を荷造り時の詰め物にしたものから入った例（シロツメクサが有名）もある。
普通は人為的に撹乱された場所に侵入しやすい。例えば都市のさら地などでは、放置すれば帰化植物ばかり生えてくることが少なくない。外国との物資の出入り口である港や空港には特に帰化植物が多く見つかる。同様に工場や駅などの物資の出入り口にも帰化植物が入りやすい。鉄道線路のバラストを敷き詰めたような厳しい環境であっても、むしろビロードモウズイカなどは好んで生育する。沖縄県などの米軍基地が所在する地域では、軍事物資にまぎれて帰化植物が侵入する事がある。沖縄県全域に生育する帰化種のシロノセンダングサ（タチアワユキセンダングサ）は、1969年代に嘉手納基地に侵入し、そこから広がったとされている(土屋、宮城 1991)。
多くの植物はそのような場所で繁殖するものの、すでに古くからの雑草で埋められている農村や、より自然環境の保存された場所にはあまり侵入しない。日本のタンポポに関しては、在来種とセイヨウタンポポの間にそのような関係があるとされ、都市化の指標生物としてセイヨウタンポポが指定され、その分布調査が行われたこともある。

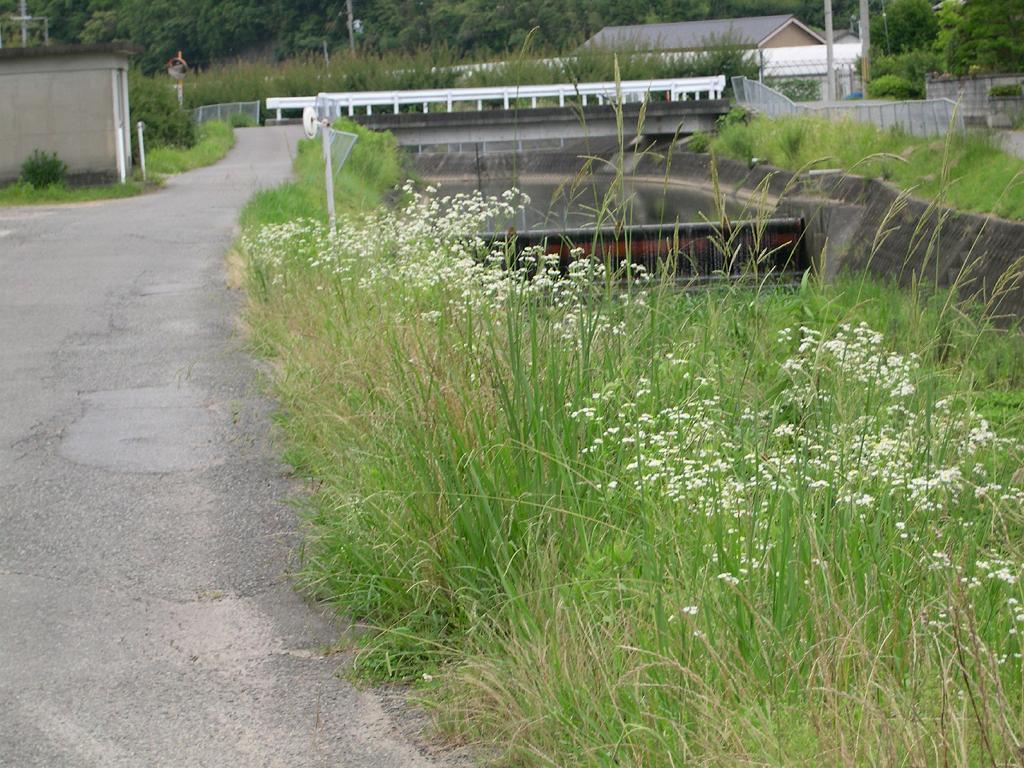
帰化植物の優占する路傍
白い花はヒメジョオン・高く伸びたのはタチスズメノヒエ

しかし、日本では河原や湿地、池沼などでは外来種が侵入し、在来種に置き換わる例が少なくない。そのような環境はもともと一定の撹乱を受けつつ成立している側面があること、それに現在の日本では水環境に富栄養化などの環境悪化が進んでいることなどが原因とも言われる。
長期にわたって栽培されていながら、ほとんど逸出していない植物もある。例えばコスモスなど、河川敷などに大量に栽培される例も多いが、野生状態で見ることはまずない。高度に品種改良が行われたものも逸出しない。たいていはその過程で野外での競争には弱くなっているからと考えられる。それでも、交配で作出された園芸品種から野生化したヒメヒオウギズイセンのような例もある。

## 消長

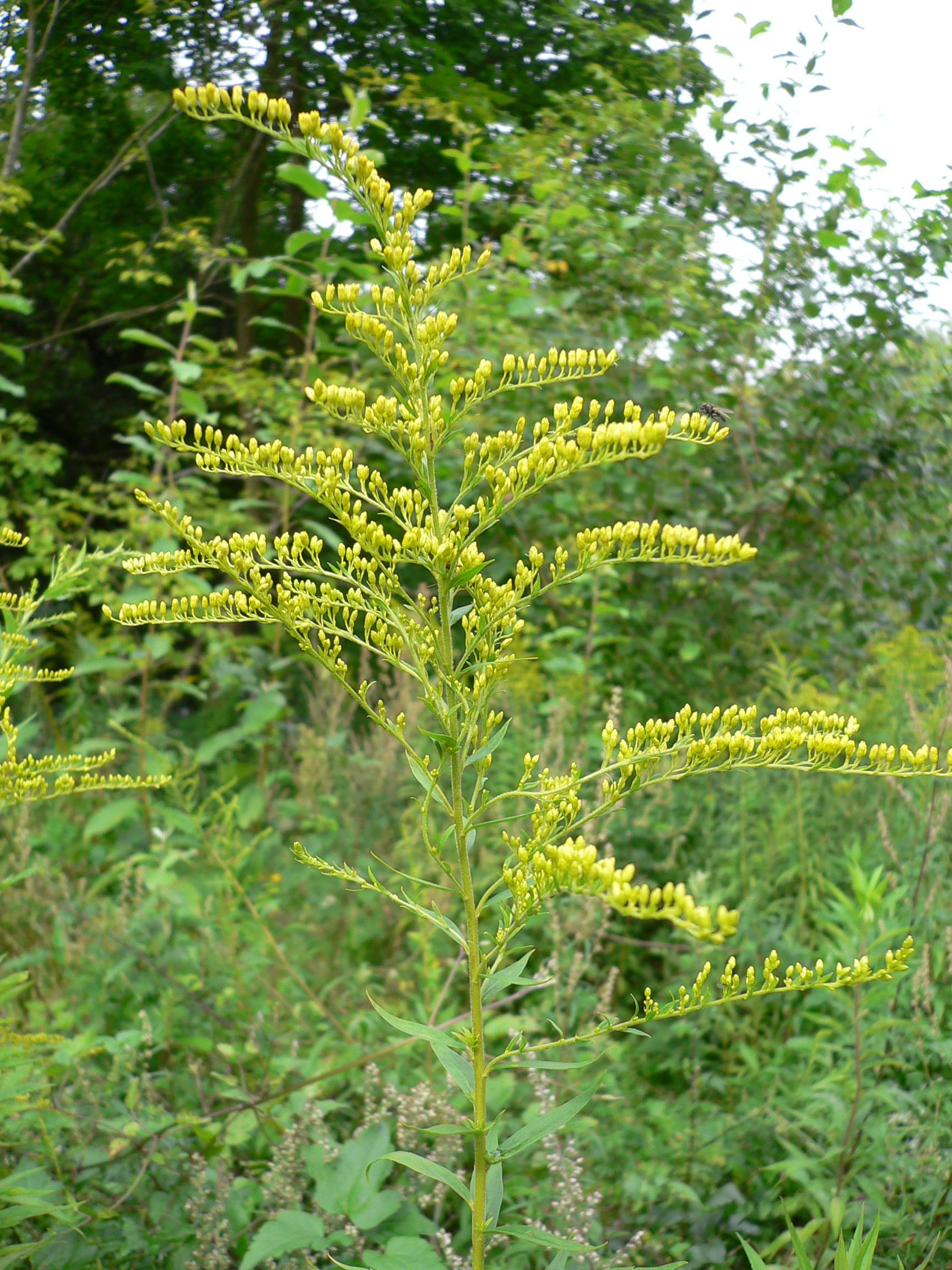
セイタカアワダチソウ

国外の植物が新たに野外で生育しているのを発見された場合、それは新しい帰化植物と見なされ、報告記録される。しかし、それがそれ以降も生育を続けるかどうかは定かでなく、しばらくして姿を消すことも多い。かと言って消滅したとは限らず、実際に別の場所で発見されることもあるから、それがすぐに帰化しなかったとは判断できず、帰化植物として記録されたままであることが多い。したがって、帰化植物として記録されたものが、すべて現在も生育しているとは限らない。
侵入した帰化植物が大繁殖する例がいくつか知られている。日本ではセイタカアワダチソウが1970年代に大繁殖をしてあらゆる空き地を埋め尽くす勢いであった。逆に日本のクズのように、日本国外で大繁殖して問題になっている例もある。植物に限らず、移入種が大繁殖する例はよく知られており、これはその地域になじんでいない生物であるだけに、天敵がいないなど、生物群集としてその種の個体数増を抑制する仕組みが存在しないためと言われる。
一般的には、島嶼で帰化植物による弊害が大きい。特に海洋島では在来種が圧迫される例が少なくない。そのような島では在来の植物相が豊かでない例も多く、例えば有用植物の不足から多くの植物を持ち込んだ例も多い。海洋島では在来の植生がバランスを欠いている場合も多く、空いたニッチを数少ない種で埋めているから、侵入種の繁殖を可能にしているとも言われる。ガラパゴス諸島ではアカキナノキ(Chinchona pubescens)がマラリア治療薬として持ち込まれ、山頂部の景観を変えるまでに繁殖している。
繁殖するには、その場にその種の生存可能なニッチが存在しなければならない。移入種が繁殖するのは、原産の種でそのニッチを占めるものとの競争に勝つからであろう。一概には言えないが、一般に島嶼では原産種の競争力が弱いものと考えられる。人為的撹乱のある場所では、そのようなニッチを人間が明けているので侵入がたやすいと見られる。
他方、一旦は定着したかに見えても、その状態が続くとも限らない。セイタカアワダチソウの場合、現在では高さが2mにもなる群落を見ることは少なくなり、道端に見かける雑草の一つになった感がある。これは、この種を攻撃するアブラムシなどの天敵が出現したことや、従来の植物が根の伸び方の関係で使用できなかった肥料成分をセイタカアワダチソウは深い位置まで根が伸びる性質によって使用できたことにより大きくなっていたが、時間を経てその肥料成分を大方使ってしまったこと、などが要因である。オオマツヨイグサやオナモミなどは、一頃は日本中にごく普通に見られたものであるが、現在は見ることがほとんどなくなっている。オナモミについては、その代わりにオオオナモミなどがよく見られるので、より強力な新しい帰化種に置き換えられたとも考えられる。
上記のセイタカアワダチソウの場合、日本の生態系の一員として収まったという見方もある一方で、それによって生息域を奪われた植物（タコノアシなど）、及びそれに関連をもっていた動物群集のことを無視できないとする意見もある。

## 帰化率
ある地域の植物相のうちで、帰化種の率を帰化率と言う。日本では地域によって差はあるが、1930年代には数%と推測され、1960年代では10%以下、2000年時点では10%前後とされ、都市部では20%を超す地域もある。
日本国外ではアメリカ合衆国が帰化率が高いことで知られ、在来種17000種に対して帰化種が5000もあり、平均した帰化率でも29%、州によっては45%に達するところもある。海洋島ではハワイのマウイ島が47%とやはり高い値となっている。逆にアフリカはタンザニアのンゴロンゴロでは3%と非常に低いことが知られている。

## 影響と被害

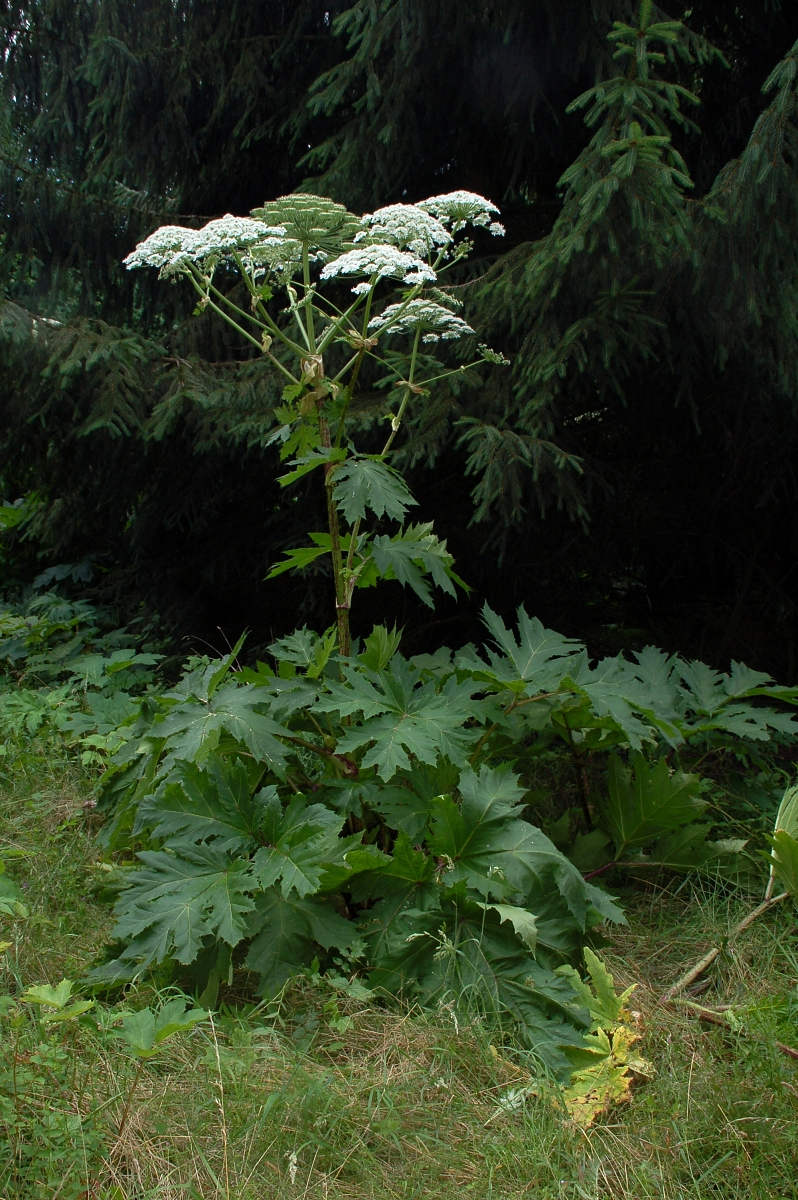
ジャイアント・ホグウィード

帰化植物が起こす大きな問題は在来生物相の撹乱である。特に、前述のように海洋島ではその影響が著しく、在来の植物を絶滅に追い込む要因にすらなる。このような判断は20世紀後半まではあまり意識されず、そのために安易に外来種が導入された事例が多々ある。それ以外の地域では、多くの帰化植物は人為的な撹乱地にのみ生育するものが多いが、なかには在来の植生に食い込んで大繁殖する例も少なくはない。セイタカアワダチソウのように他感作用で他の植物の生育を妨げるものや、ギンネムのように土壌を窒素過多にするものは植生の自然な遷移を妨害する。
大量に増えることそのものが人間生活に影響を与える例もある。日本では琵琶湖等でコカナダモが大繁殖し、漁業などの妨げになった例もあるし、ホテイアオイやボタンウキクサは熱帯各地で運河などをせき止める被害を出している。
植物そのものが鋭い棘をもっていたり毒があったりするために被害をもたらす例もある。その著しい例がセリ科のジャイアント・ホグウィードというコーカサス原産のハナウドの仲間である。巨大な裂ける葉を持ち、高さ5mにもなる巨大な草であるが、19世紀に庭園用に導入されてイギリスに帰化。皮膚にその汁がついてから日光に当たると赤く腫れて何年も跡が残り、そのために多くの人が被害を受けた。ちなみに川沿いに繁殖するので釣り人の被害も多いが、密集した群落は他の植物を寄せ付けず、そのために在来の植物も圧迫される。さらに開花後一斉に枯れると表土が剥き出しになり、その流出で川が汚染されてサケ類の卵がそれに埋まって死ぬという被害も生じる。日本ではブタクサやカモガヤなどが花粉症の原因となることで問題となった。
在来の植物に近縁種があった場合には、遺伝子汚染の懸念される例もある。日本のタンポポに関しては、セイヨウタンポポが3倍体であるためこの危険はないものとされてきたが、実際には特殊な形で遺伝子汚染が進行していることが知られている。
オオカワジシャの例では在来種のカワジシャとの間で交配が可能なうえ、交配で発生した交雑個体もカワジシャとの交配が可能であるため、やがて在来種のカワジシャが交配によって消滅するのではないかと懸念されている。

## 規制
移入種一般に対する見方は20世紀において大きく変わった。当初はそれが批判されることは少なく、逆に人為的に移植される例が多かった。資源として持ち込む例もあったし、セイタカアワダチソウなどは他地域に侵入したものを見て、美しいからと移植した例もあったようである。
しかし後半になると、先述のような様々な問題が指摘され、また生物多様性の重要さに対する認識も高まり、原則的には起こるべきではないこととの認識が定着しつつある。日本でも2004年に特定外来生物による生態系等に係る被害の防止に関する法律が公布され、リストアップされた生物に関するやり取りや移動が規制されるようになった。
2000年に国際自然保護連合(IUCN)の保全委員会は「世界の侵略的外来種ワースト100」を発表した。これは生物多様性と人間の活動への影響力と、生物的侵入の典型事例という観点から選ばれたものであるが、以下の植物が選ばれている。それぞれの属から一種ずつが選ばれており、同属の複数種が問題になっている場合はその中の一つがそれらを代表する形で挙げられている。
- 維管束植物：アカキナノキ - アメリカクサノボタン - イタドリ - エゾミソハギ - カエンボク - カユプテ - キバナシュクシャ - キミノヒマラヤキイチゴ - ギンネム - クズ - サンショウモドキ - ストロベリーグアバ - スパルティナ・アングリカ(Spartina anglica、イネ科の一種) - セイロンマンリョウ - セクロピア・ペルタータ - センニンサボテン - タマリクス・ラモシッシマ(Tamarix ramosissima、ギョリュウ属の一種) - ダンチクガヤ - ハギクソウ - ハニーメスキート - ハリエニシダ - ヒマワリヒヨドリ - フランスカイガンショウ - ホザキサルノオ - ホテイアオイ - ミカニア・ミクランサ(Mikania micrantha、キク科の一種) - ミツバハマグルマ - ミモザ・ピグラ(Mimosa pigra、オジギソウ属の一種) - ミリカ・ファヤ(Myrica faya、ヤマモモ属の一種) - モリシマアカシア - ランタナ - リグストルム・ロブストゥム(Ligustrum robustum、イボタノキ属の一種)

- 海藻：イチイヅタ - ワカメ

## 分布
人里に生育する種は、往々にして汎世界的な分布をもつに至る。イネ科の雑草にはその例が多い。逆にニワホコリなどは日本原産であるが、現在では世界に広く生育する雑草となっている。なかには、本来の原産地がもはや分からないものもある。
帰化植物には熱帯系の種が多く、そのため日本では暖地に帰化種が多い傾向が見られるとも言われる。

## 種類
日本における主な帰化植物を挙げる。上述のように帰化植物の種類はとても多いので、ごく代表的なもののみを取り上げた。古い時代の帰化植物とされ、普通は帰化植物扱いされないものも含めた。それらには「+」印をつけて区別した。史前帰化植物ではないかと言われているものの、はっきりしないものは数多く、それは以下に例を示すのみとする。
- 逸脱植物（英語版） - エスケープ雑草などとも呼ばれる。元は栽培品種・園芸種であったものが自然環境で繁殖したもの。侵略的植物にもなる。

帰化かどうかの議論の分かれるものの例
- ヒガンバナ - ノビル - ニラ - シャガ - ヒデリコ - カラスビシャク - カラムシ

### 日本の帰化植物

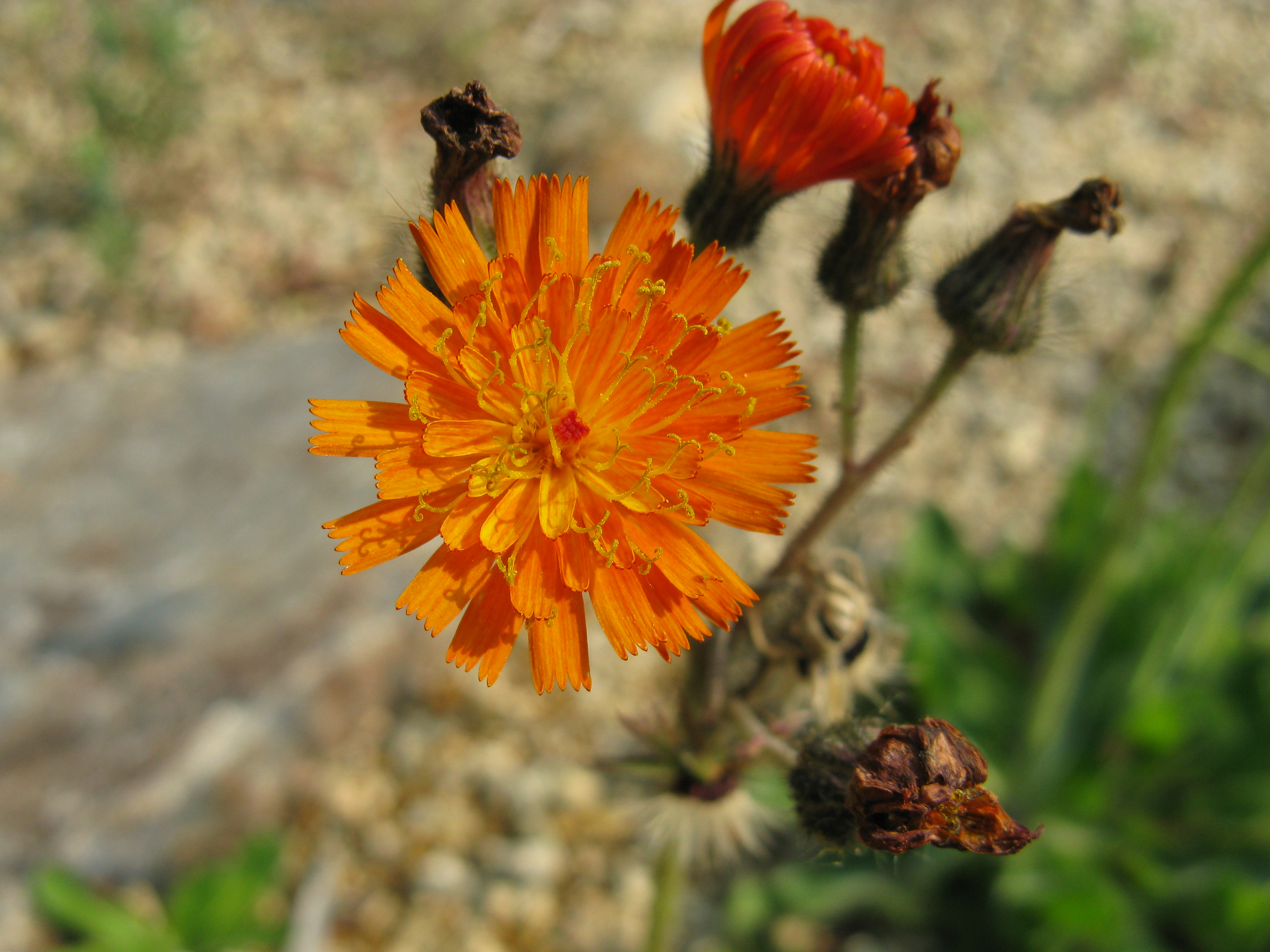
コウリンタンポポ

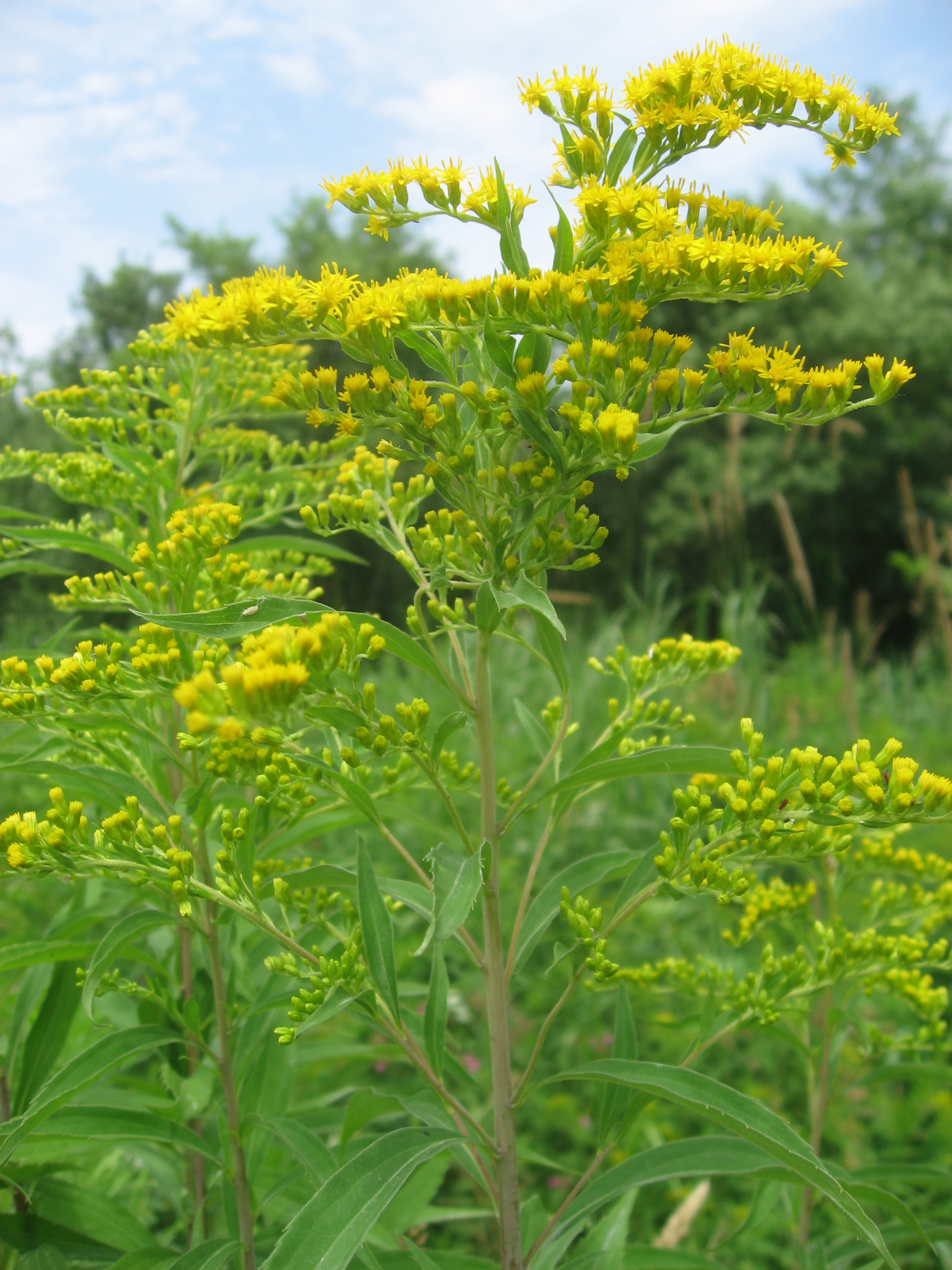
オオアワダチソウ

#### シダ植物
- キンシダ - アゾラ・クリスタータ（アカウキクサ外来種）

#### 裸子植物
- マキ科：ナギ+

#### 被子植物・双子葉類
- キク科：セイヨウタンポポ - アカミタンポポ - ブタナ - コウリンタンポポ - ノゲシ - オニノゲシ - キツネアザミ - ヒレアザミ - フランスギク - ミズヒマワリ - フジバカマ - セイヨウノコギリソウ - カミツレモドキ - イガトキンソウ - クソニンジン - ユウゼンギク - ホウキギク - オオアレチノギク - ヒメムカシヨモギ - ヒメジョオン - ハルジオン - コセンダングサ - センダングサ - アメリカセンダングサ - セイタカアワダチソウ - オオアワダチソウ - ヒメヒマワリ - キクイモ - オオハンゴンソウ - オオキンケイギク - ハキダメギク - ベニバナボロギク - ダンドボロギク - ノボロギク - フジバカマ+ - チチコグサモドキ - セイヨウノコギリソウ - アメリカタカサブロウ - ブタクサ - オオブタクサ - オナモミ - イガオナモミ
- キキョウ科：キキョウソウ
- ウリ科：アレチウリ‐オオスズメウリ
- スイカズラ科：ノヂシャ
- アカネ科：ヒナソウ - オオフタバムグラ
- オオバコ科：セイヨウオオバコ - ヘラオオバコ - ツボミオバコ - ウキアゼナ - ツタバウンラン - マツバウンラン - オオイヌノフグリ - タチイヌノフグリ - フラサバソウ - オオカワヂシャ
- タヌキモ科：エフクレタヌキモ
- キツネノマゴ科：リュウキュウアイ - イセハナビ
- ハマウツボ科：ヤセウツボ
- ゴマノハグサ科：ビロードモウズイカ - フサフジウツギ
- アゼナ科：アメリカアゼナ
- ナス科：ヨウシュチョウセンアサガオ - タマサンゴ - ワルナスビ - キンギンナスビ - リュウキュウヤナギ - イヌホオズキ - アメリカイヌホオズキ - センナリホオズキ - ハコベホオズキ‐ヒラナス‐トマトダマシ‐ハリナスビ
- シソ科：ヒメオドリコソウ - オランダハッカ - イヌハッカ - ヤブチョロギ
- クマツヅラ科：アレチハナガサ - ヤナギハナガサ - ランタナ
- ムラサキ科：ワスレナグサ - ヒレハリソウ
- ワスレグサ科：
- ヒルガオ科：アメリカアサガオ - アサガオ - マルバアサガオ - ホシアサガオ - マメアサガオ - マルバルコウ - ツタノハルコウ - オキナアサガオ - アメリカネナシカズラ
- キョウチクトウ科：ツルニチニチソウ - トウワタ
- サクラソウ科：アカバナルリハコベ
- セリ科：ノラニンジン - マツバゼリ - ウチワゼニグサ - ブラジルチドメグサ
- アリノトウグサ科：オオフサモ
- アカバナ科：マツヨイグサ - オオマツヨイグサ - コマツヨイグサ - ヒルザキツキミソウ - ユウゲショウ - ヒレタゴボウ - アメリカミズユキノシタ
- ミソハギ科：ホソバヒメミソハギ
- シュウカイドウ科：シュウカイドウ
- トケイソウ科：クサトケイソウ
- スミレ科：ニオイスミレ - アメリカスミレサイシン
- オトギリソウ科：コゴメバオトギリ - キンシバイ
- アオイ科：エノキアオイ - イチビ - アメリカキンゴジカ
- ヒメハギ科：コバナヒメハギ
- トウダイグサ科：オオニシキソウ - シマニシキソウ - コニシキソウ - ショウジョウソウ - コミカンソウ - ナガエコミカンソウ - トウゴマ
- アマ科：キバナノマツバニンジン
- カタバミ科：イモカタバミ - ハナカタバミ - ベニカタバミ - ムラサキカタバミ - オッタチカタバミ - オオキバナカタバミ - フヨウカタバミ
- フウロソウ科：アメリカフウロ - オランダフウロ
- マメ科：セイヨウミヤコグサ - アレチヌスビトハギ - シロツメクサ - ムラサキツメクサ - ベニバナツメクサ - クスダマツメクサ - コメツブツメクサ - シナガワハギ - ウマゴヤシ - コメツブウマゴヤシ - ゲンゲ - ムラサキウマゴヤシ - ビロードクサフジ - ナオユサフジ - アメリカツノクサネム - ハリエニシダ - エビスグサ - ハリエンジュ - オジギソウ - イタチハギ - ギンゴウカン - キバナノレンリソウ
- バラ科：オオヘビイチゴ - タチバナモドキ - ボケ
- ベンケイソウ科：メキシコマンネングサ - オノマンネングサ - セイロンベンケイソウ
- アブラナ科：セイヨウカラシナ - シロイヌナズナ - セイヨウワサビ - カキネガラシ - クジラグサ - オランダガラシ（クレソン） - マメグンバイナズナ - カラクサナズナ - ゴウダソウ（ルナリア） - ミチタネツケバナ
- フウチョウソウ科：セイヨウフウチョウソウ
- ケシ科：アツミゲシ - ナガミヒナゲシ - ヒナゲシ - カラクサケマン
- スイレン科：フサジュンサイ
- キンポウゲ科：セリバヒエンソウ - シュウメイギク - ヒメリュウキンカ
- ナデシコ科：マンテマ - ムシトリナデシコ - シロバナマンテマ - オランダミミナグサ - ウシオツメクサ - ノハラツメクサ - ノミノツヅリ
- スベリヒユ科：ヒメマツバボタン - ハゼラン
- ザクロソウ科：クルマバザクロソウ
- ヤマゴボウ科：ヤマゴボウ - ヨウシュヤマゴボウ
- オシロイバナ科：オシロイバナ
- ヒユ科：ノゲイトウ - ハリビユ - ヒユ - アオビユ - イヌビユ - ツルノゲイトウ - シロザ - ウラジロアカザ - アリタソウ
- タデ科：ハイミチヤナギ - ヒメツルソバ - オオケタデ - ツルドクダミ - ツルタデ - ヒメスイバ - ナガバギシギシ - アレチギシギシ
- クスノキ科：クスノキ
- イラクサ科：ナンバンカラムシ - コゴメミズ
- モクマオウ科：トキワギョリュウ - モクマオウ

#### 被子植物・単子葉類
- アヤメ科：キショウブ - ニワゼキショウ - ヒメヒオウギズイセン
- ヒガンバナ科：スイセン - サフランモドキ - ハナニラ - バラン - ハタケニラ
- ユリ科：タカサゴユリ
- ツルボラン科：ヤブカンゾウ
- カンナ科：ダンドク
- サトイモ科：ボタンウキクサ - ヒメウキクサ - チリウキクサ - イボウキクサ - ミジンコウキクサ
- ミズアオイ科：ホテイアオイ - アメリカコナギ
- ツユクサ科：ノハカタカラクサ
- カヤツリグサ科：メリケンガヤツリ - シュロガヤツリ - ムツオレガヤツリ - アメリカミコシガヤ
- イネ科：ホウライチク - モウソウチク - セイバンモロコシ - シマスズメノヒエ - キシュウスズメノヒエ - クリノイガ - タツノツメガヤ - オオアワガエリ - アフリカヒゲシバ - ハルガヤ - シナダレスズメガヤ - カラスノチャヒキ - ムギクサ - ホソムギ - ネズミムギ - ボウムギ - ナギナタガヤ - ヒロハウシノケグサ - シラゲガヤ - オオクサキビ - カモガヤ - ジュズダマ - カラスムギ - カナリークサヨシ - コヌカグサ - ヒメコバンソウ - コバンソウ - イヌムギ - ヒゲガヤ - メリケンカルカヤ
- ヤシ科：シュロ
- トチカガミ科：オオカナダモ - コカナダモ

## 関連文献
発行年の昇順
- 沼田真 (監修)「11．帰化生物」『現代生物学大系・生態 B』、第12巻 b、44頁-、中山書店、1985年。全国書誌番号:85048380。doi:10.11501/1383828、国立国会図書館内公開。
- 佐竹義輔 ほか (編)『日本の野生植物 木本』、平凡社、1993年。フィールド版。全国書誌番号:93052188。
- 太刀掛優 (編著)『帰化植物便覧』、比婆科学教育振興会、1998年。全国書誌番号:20008098。
  - 太刀掛優、中村慎吾 (編著)『同 改訂増補』、庄原 : 比婆科学教育振興会、2007年。全国書誌番号:21314587。
- 清水矩宏、森田弘彦、廣田伸七 (編・著)『日本帰化植物写真図鑑 Plant invader 600種』、全国農村教育協会、2001年。全国書誌番号:20195235。
  - 『日本帰化植物写真図鑑』第2巻 : Plant invader 500種、植村修二、勝山輝男、清水矩宏、水田光雄、森田弘彦、廣田伸七、池原直樹 (編・著)、全国農村教育協会、2010年。全国書誌番号:21885896。
    - 『同』、増補改訂版、2015年。全国書誌番号:22664203。
- 大澤雅彦 (監修)『植物群落モニタリングのすすめ : 自然保護に活かす〈植物群落レッドデータ・ブック〉』、日本自然保護協会 (編)、文一総合出版、2005年。全国書誌番号:20827804。「帰化植物」13、25、152、194頁。「帰化率」25頁。
- 『水環境ハンドブック』、日本水環境学会 (編)、朝倉書店、2006年。「木材生産林」689頁。「木本植物」21頁、「モスクワ会議」600頁。「モニタリング」3、75、88、527頁。「モニタリング計画」656頁。
- 三好教夫、藤木利之、木村裕子『日本産花粉図鑑』、北海道大学出版会、2011年3月。全国書誌番号:21919939。　「帰化植物」463頁、520頁。
  - 藤木利之、三好教夫、木村裕子『同』、増補・第2版、2016年。「帰化植物」568頁、630頁。全国書誌番号:22729642。
- 三村徹郎、飯野盛利、長谷部光泰 (編集担当)「§5. 生理学」「§9. 社会」『植物学の百科事典』、日本植物学会 (編)、丸善出版、2016年。全国書誌番号:22746506。「帰化植物 naturalized plants」708頁。「侵略的外来植物 invasive alien plants」709頁。「侵略的帰化植物 invasive exotic plant」489頁。

史前帰化植物

- 水島正美「史前帰化植物に対する欧語」『植物研究雑誌』第38巻第10号、植物研究雑誌編集委員会、1963年10月、308-308頁、CRID 1390858608253237888、doi:10.51033/jjapbot.38_10_4993、ISSN 0022-2062、NDLJP:3348037。
- 「史前帰化植物って、外来種？在来種？」『日本の外来生物 : 決定版』多紀保彦 (監修)、自然環境研究センター (編著)、 平凡社、2008年、389-400頁。全国書誌番号:21436392